# Festuca anatolica
Festuca anatolica är en gräsart som beskrevs av Markgr.-dann. Festuca anatolica ingår i släktet svinglar, och familjen gräs. Utöver nominatformen finns också underarten F. a. borealis.